# Dionizy Czachowski
Dionizy Feliks Czachowski herbu Korab (ur. 5 kwietnia 1810 w Niedabylu, zm. 6 listopada 1863 w Jaworze Soleckim) – pułkownik, naczelnik wojenny województwa sandomierskiego w powstaniu styczniowym.

## Życiorys

### Dzieciństwo i młodość
Na początku XVIII wieku Czachowscy byli właścicielami majątków ziemskich w województwach: brzeskokujawskim, warszawskim i płockim, a przez związki małżeńskie weszli w posiadanie dużych fortun na Ukrainie i na Podolu. Jednak Józef Czachowski i Joanna z Krzyżanowskich, rodzice Dionizego, byli właścicielami jedynie Niedabyla i Starej Wsi w powiecie radomskim. Po sprzedaży majątku i rychłej stracie rodziców wychowaniem małoletniego Dionizego zajęła się jego siostra Scholastyka z Czachowskich Badowska. W ciągu paru lat dzierżawił różne majątki w Radomskiem. O uczestnictwie Czachowskiego w powstaniu listopadowym nie wiadomo nic pewnego. Aczkolwiek zawarcie małżeństwa z córką właścicieli ziemskich Eufemią Kaliszówną w roku 1831, wskazuje na to, że wówczas nie wziął w nim udziału.
Odziedziczywszy w roku 1839 po swej babce Katarzynie z Humięckich Czachowskiej znaczny majątek – Worobijówkę na Ukrainie w powiecie kaniowskim – wkrótce przeniósł się tam z całą rodziną, żoną, trzema córkami – Józefą, Marianną i Julią oraz synem Karolem (późniejszy rotmistrz wojska polskiego, zm. 1908). W Worobijówce przyszły na świat kolejne dzieci: Klementyna, Adolf i Eufemia. Owdowiał w 1849 roku, a dorobiwszy się na kresach znacznej fortuny, przeniósł się z końcem roku 1860 w sandomierskie. W okresie manifestacyjnym należał do organizacji narodowej i na pogrzebie pięciu poległych wystąpił już z kokardą na ramieniu jako delegat województwa sandomierskiego. W przewidywaniu orężnej walki z wrogiem jesienią 1862 roku Czachowski nabył od władz rosyjskich większą ilość wybrakowanych koni, które – przyuczone do obrotów wojennych – były dla powstania cennym nabytkiem.

### Przystąpienie do powstania
W roku 1863, „gdy uderzyła godzina czynu” wyruszył Czachowski na punkt zborny pod Świętym Krzyżem, gdzie organizował się oddział Prędowskiego. Osobiste zalety Czachowskiego, jak wrodzona odwaga, znajomość terenu, nieugięta wola i żelazne zdrowie, kwalifikowały go mimo braku wykształcenia wojskowego do objęcia stanowiska dowódcy. Pod Langiewiczem mianowany przejściowo szefem sztabu, dowodził następnie trzecim batalionem, który pod jego ręką odznaczył się męstwem. Wysunięty do Suchedniowa, w celu zabezpieczenia organizowania się oddziału Langiewicza w Wąchocku, wykazał Czachowski niepospolity talent, odpierając siły rosyjskie, co umożliwiło Langiewiczowi ucieczkę z tego niedogodnego do bitwy miejsca. Kolejnej akcji Czachowskiego zawdzięczał Langiewicz wycofanie się spod klasztoru świętokrzyskiego do Staszowa, gdy Czachowski wytrzymując długo ogień nieprzyjacielskiej piechoty, zmusił ją do odwrotu. W wielkiej bitwie pod Małogoszczem (24 lutego) batalion Czachowskiego osłaniał skutecznie odwrót Langiewicza. Bił się mężnie pod Pieskową Skałą, pod Chrobrzem, pod Grochowiskami. Walcząc tam na prawym skrzydle linii bojowej, uderzył całą siłą na nieprzyjacielskie kolumny, przebił się przez nie i mimo straty kilkudziesięciu ludzi dostał się do lasu, uchodząc nieprzyjacielowi. Podążył forsownymi marszami w kierunku wschodnim, ocierając się niemal o placówki oddziałów Czengierego, i stanął znów w lasach świętokrzyskich.

### Naczelnik województwa sandomierskiego

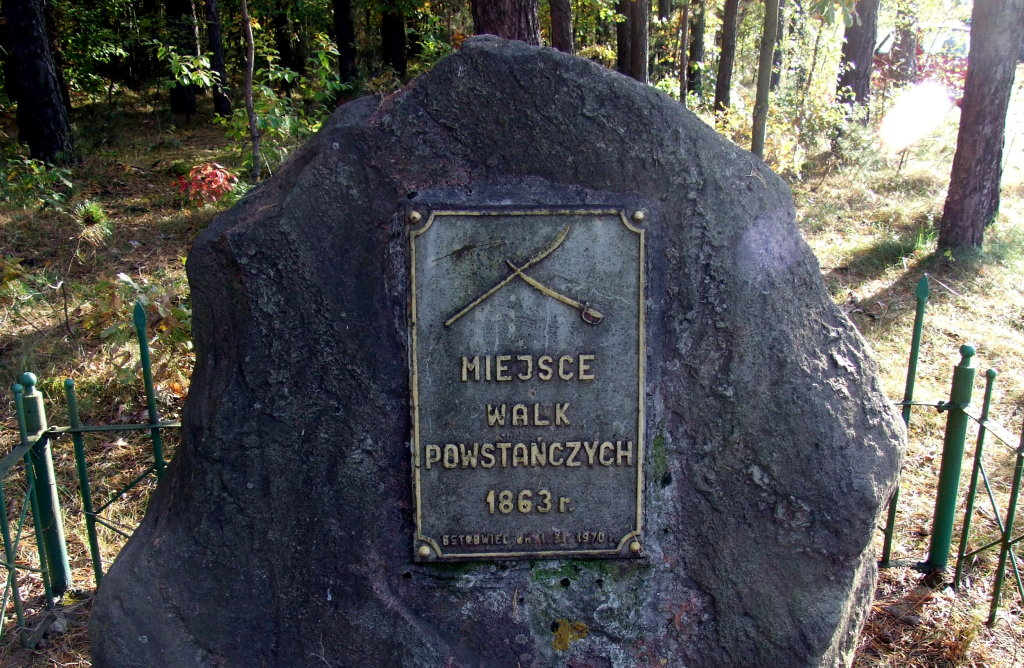
Kamień upamiętniający zwycięską potyczkę pod Jeziórkiem (obecnie Sudół k. Ostrowca Świętokrzyskiego) stoczoną przez Dionizego Czachowskiego z oddziałem mjr Klewcowa

Mianowany przez Rząd Narodowy naczelnikiem wojennym województwa sandomierskiego, powołał pod swoje rozkazy wszystkie oddziały operujące na tym obszarze. Nadciągnęły więc oddziały Władysława Kononowicza, Grylińskiego oraz oddział galicyjski pod Łopackim i oddzialiki Wiszniewskiego, Figietty’ego i Stamirowskiego. Władysław Eminowicz, były oficer austriacki, mianowany został szefem sztabu, a Stanisław Dobrogojski, były oficer armii rosyjskiej, który sprawował funkcję instruktora, podjął się szkolenia nieobeznanych ze służbą wojskową powstańców. Czachowski przemaszerował w kierunku Iłży na czele zjednoczonych oddziałów liczących w sumie 540 ludzi, demonstrując okolicznym załogom rosyjskim swoją siłę. Wieczorem 15 kwietnia jego oddziały zajęły miasteczko Grabowiec i okolicę. Na wiadomość o dośrodkowym ruchu oddziałów rosyjskich z Radomia, Opatowa i Staszowa Czachowski wyszedł z Grabowca, pragnąc ocalić miasto przed zemstą wrogów. Gryliński, niezadowolony z tego kroku polskiego dowódcy, odłączył się ze swoim oddziałem i już nazajutrz został przez Klewcowa rozbity. Pozbywszy się niektórych oddziałów na skutek rozkazu Czachowskiego, odłączył się również Kononowicz. Czachowski manewrował w Puszczy Iłżeckiej, a wyszedłszy stamtąd, natknął się pod Stefankowem (22 kwietnia) na silny oddział rosyjski Dońca-Chmielnickiego, który pobił odwodząc do Szydłowca, gdzie oddziały partyzanckie wybiły resztki rosyjskich żołnierzy. Mimo zwycięstwa stracił w boju znakomitego oficera i instruktora Grzmota-Dobrogojskiego. Po wykonaniu kilku wyroków śmierci na szpiegach i jeńcach, co było następstwem odwetu za gwałty, mordy i rabunki Rosjan, Czachowski wymknął się przed pościgiem i uszedł w lasy radoszyckie. Z oddziałem swoim i Łopackiego pod Markowskim poszedł teraz Czachowski na Zwoleń, Tarłów, Ożarów, stąd ruszył w kierunku północno-zachodnim, gdzie pod Borią i Jeziórkiem w pobliżu Ostrowca (4-5 maja) stoczył zwycięską bitwę z Klewcowem.
Pod Rzeczniowem dokonał reorganizacji zjednoczonych oddziałów, tworząc trzy bataliony pod dowództwem Dolnickiego, Rogojskiego i Markowskiego. Zaskoczony tu w marszu przez Rosjan, gdy walczący wspólnie w tej bitwie oddział Jankowskiego odłączył się od głównej kolumny, poniósł Czachowski klęskę, a ratując resztki swoich sił, cofał się na wschód ku Wiśle. W Solcu rozpoczęła się dezercja w oddziale Łopackiego, Czachowski więc rozbroił oddział, kazał broń zakopać i na czele 45 kawalerzystów zamierzał przejść w Lubelskie. Po sześciodniowej rozłące przybiegł Dolnicki z resztkami swego batalionu i poddał się pod dowództwo Czachowskiego. Po dokonaniu poboru ochotników w Ciepielowie pomaszerował Czachowski w lasy radomskie i koneckie; wykonał demonstracyjny ruch w stronę Radomia, a następnie pod Białobrzegami (29 maja) w kilkugodzinnej bitwie zmusił nieprzyjaciela do spiesznego odwrotu. Dnia 6 czerwca bił się Czachowski pod Bukównem w okolicach Przytyka ze znaczną kolumną rosyjską pod komendą pułk. Bułatowicza, 8 czerwca pod Rusinowem, 9 czerwca pod Rudą Przysuską. 10 czerwca pod Bobrzą w pobliżu Kielc. Uparcie ścigany przez Ernrotha z Radomia i Czengierego z Kielc, pobity pod Ratajami, rozpuścił swój oddział w lasach wąchockich.

### Ostatnie walki

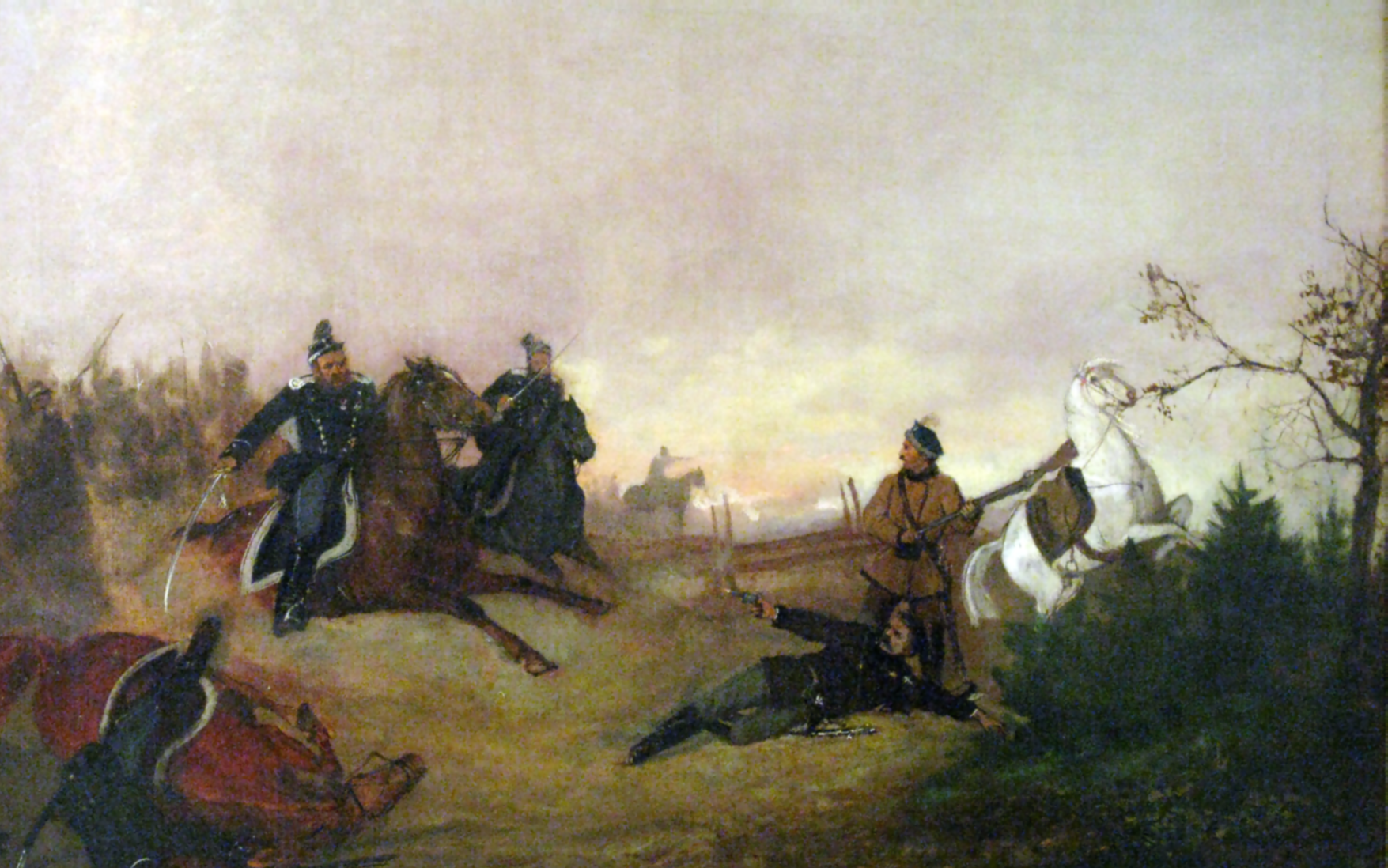
Śmierć Dionizego Czachowskiego w bitwie pod Wierzchowiskami w 1863, malował Antoni Adam Piotrowski

Po sześciomiesięcznych trudach Czachowski udał się do Krakowa, gdzie zamieszkał w kolegium pijarskim, potem przebywał w Dąbrówce pod Nowym Sączem, wreszcie w Mielcu, w okolicy którego formował nowy oddział. W początkach września Czachowski popadł w zatarg z gen. Bosakiem i został przezeń zawieszony w obowiązkach dowódcy, ale widocznie niesnaski zostały załagodzone, skoro 20 października przeszedł Wisłę na czele oddziału składającego się z ok. 650 ludzi. Po przesunięciu się na północ za wsią Rybnicą wpadł w zasadzkę, ale udało mu się obejść wroga z tyłu i unicestwić go dzięki brawurowemu natarciu kawalerii. Podążył w kierunku Jurkowic, gdzie został zaskoczony przez nieprzyjaciela, a jego oddział rozbity. Czachowski na czele kilkudziesięciu jeźdźców zwrócił się na północ, a nie mogąc dojść do porozumienia ze spotkanymi po drodze oddziałami Eminowicza, Rudowskiego i Gromejki, przeszedł na terytorium województwa lubelskiego. Wkrótce zawrócił i 5 listopada przeszedł Wisłę pod Solcem, kierując się na Lipsko. Wieczorem powstańcy stanęli we wsi Krępa Kościelna, położonej o milę od miasteczka Jawor Solecki. Tutaj rankiem 6 listopada 1863 r. zaskoczyli ich dragoni rosyjscy, posiłkowani piechotą na wozach. Czachowski, mając zaledwie kilkunastu jeźdźców przy boku, bronił się zaciekle, usiłując wydostać się z potrzasku. Bezskutecznie. Poległ pod Jaworem Soleckim. Rosjanie wywieźli zwłoki bohatera do Radomia, a po sprawdzeniu tożsamości zabitego, wydali je rodzinie. Na wyraźny rozkaz władz rosyjskich został pochowany na cmentarzu wiejskim w Bukównie.
Polegli powstańcy 1863 roku zostali odznaczeni przez prezydenta RP Ignacego Mościckiego 21 stycznia 1933 roku Krzyżem Niepodległości z Mieczami.

### Podsumowanie
Czachowski należy do najwybitniejszych wodzów powstania styczniowego. Odważny partyzant, wykonawca poleceń trudnych, uparty żołnierz, surowy przełożony, sam zresztą trochę niekarny, stosował względem wroga prawo odwetu, przez co ściągnął na siebie szczególniejszą jego nienawiść i miano okrutnika. Mimo przekroczenia 53. roku życia, odznaczał się odpornością organizmu na wszelkie trudy i niewygody.

## Upamiętnienie

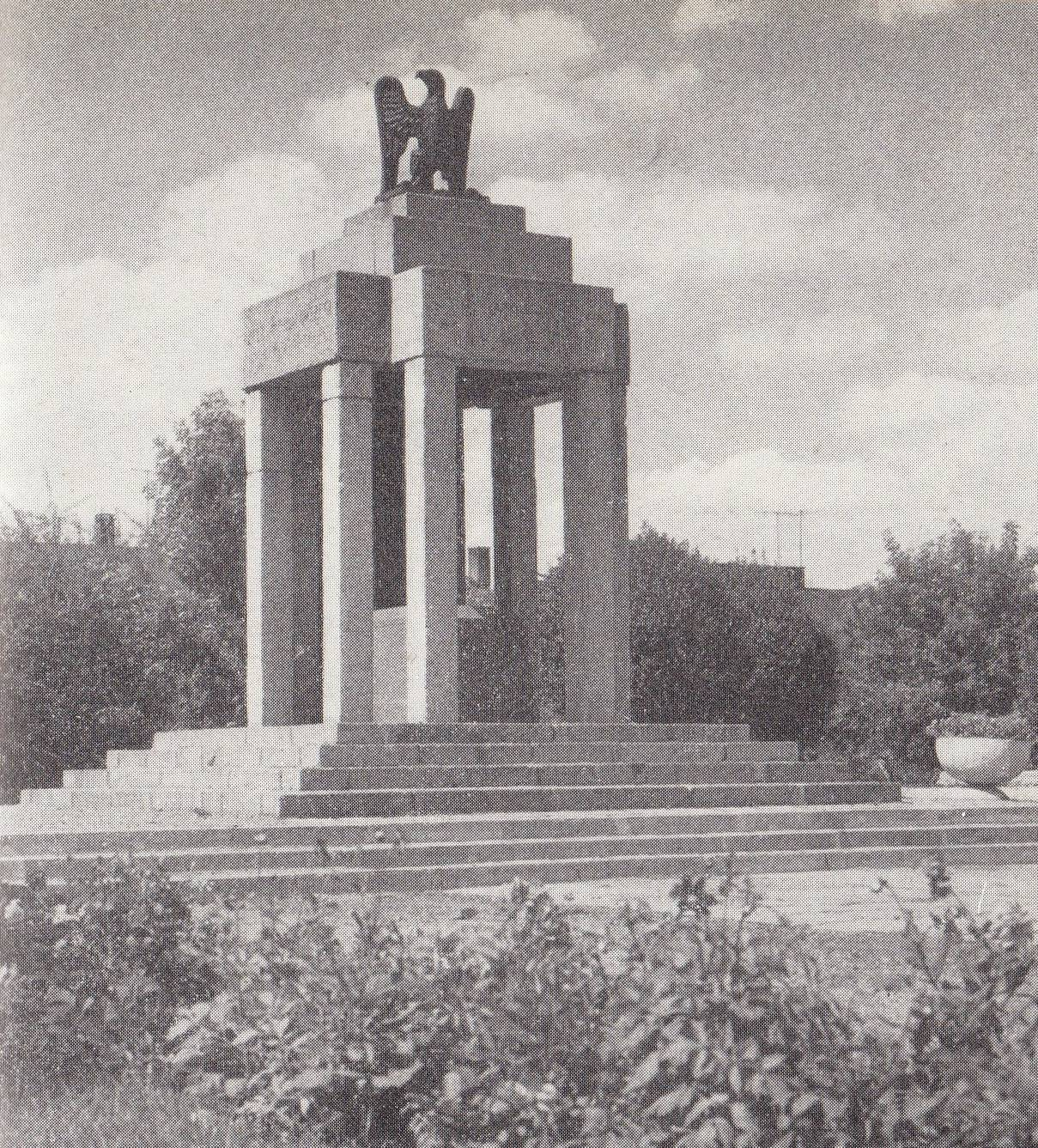
Mauzoleum Dionizego Czachowskiego w Radomiu

29 listopada 1938 roku z okazji 75. rocznicy śmierci ekshumowano prochy Czachowskiego i przewieziono uroczyście do Radomia. Dzień później, 30 listopada, pochowano je w mauzoleum przed kościołem ojców Bernardynów. W 1940 roku, na polecenie władz niemieckich, mauzoleum zostało rozebrane, a trumienkę z prochami Czachowskiego przeniesiono do podziemi kościoła ojców Bernardynów. W setną rocznicę powstania styczniowego odrestaurowano zniszczony podczas II wojny światowej grobowiec i umieszczono go jako pomnik – cenotaf na placu przy ulicy Malczewskiego, gdzie stoi do dziś. Szczątki pułkownika złożono w 1981 roku w sarkofagu w kościele ojców Bernardynów.
Od 16 stycznia 1964 płk Dionizy Czachowski jest patronem III Liceum Ogólnokształcącego w Radomiu. Od 30 maja 1987 płk Dionizy Czachowski jest patronem Publicznej Szkoły Podstawowej w Stromcu. Jest także patronem Publicznej Szkoły Podstawowej im. Dionizego Feliksa Czachowskiego w Bukównie oraz Jednostki Strzeleckiej nr 1005 w Lipsku.
Płk Dionizy Czachowski był również patronem 72. pułku piechoty WP (II RP), stacjonującego w okresie międzywojennym w Radomiu.
W Kielcach imieniem Pułkownika Dionizego Czachowskiego nazwano jedną z ulic.

### W sztuce
W 1863 podczas powstania styczniowego wśród oddziałów, którymi dowodził Dionizy Czachowski, powstała pieśń powstańcza Marsz, marsz Polonia, zwana też Marszem Czachowskiego. Pieśń była jedną z odmian Mazurka Dąbrowskiego z inną melodią i zmienionymi słowami. Tekst nawiązuje do walk oddziałów Czachowskiego, a jedna ze zwrotek wspomina o nim samym:
Kiedy zabrzmi trąbka nasza,

Pocwałują konie,
Poprowadzi nas Czachowski

Na ojczyste błonie.
Pieśń Marsz Polonii zyskała popularność i stała się jedną z polskich pieśni hymnicznych. Jest nieoficjalnie uznawana za hymn zagranicznej Polonii.